# Bausatz

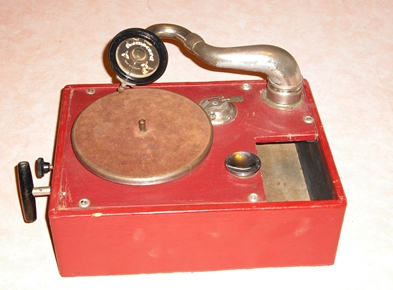
Bausatz-Grammophon (circa 1930), montiert

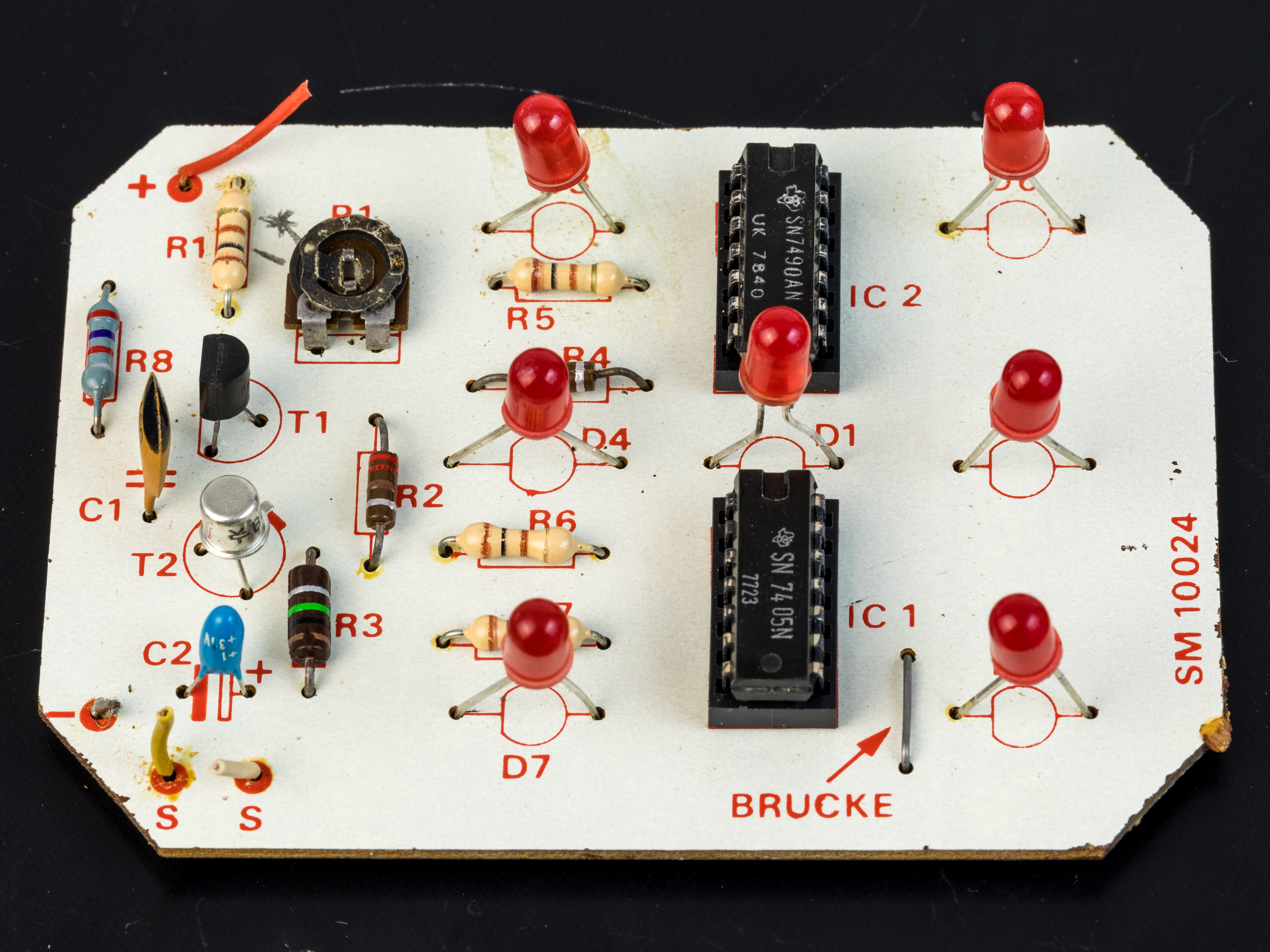
Zusammengelöteter Bausatz für einen elektronischen Würfel

Ein Bausatz (auch Montagesatz oder engl. Kit) ist ein Satz von einzelnen, unmontierten Teilen. Oft wird er als preisgünstige Variante eines fertig montierten Modells oder Geräts angeboten.
Das Besondere an Bausätzen ist, dass die Kosten für den Zusammenbau gespart werden und dass ein gewisser Lerneffekt erzielt wird. Daher sind Bausätze meistens bei filigranen Modellen anzutreffen (Modellbausätze für Flugmodelle, Modelleisenbahn-Zubehör usw.). Auch im Bereich der Elektronik und Elektrotechnik gibt es Bausätze. Ein weiteres Feld für Bausätze ist Spielzeug, bei dem der Lerneffekt genutzt wird.
Des Weiteren gibt es auch Bausatzhäuser. Dem Bauherren werden hierbei alle Materialien geliefert und der Aufbau ihm selbst überlassen.
Mit einem Bausatz kann zumeist nur ein oder einige wenige Modelle, Geräte oder Varianten zusammengebaut werden. Demgegenüber können mit einem Baukasten zumeist viele Modelle oder Geräte gebaut werden, oder er ermöglicht ein variationsreiches freies Spiel.
Eine spezielle Weiterentwicklung ist der Experimentierkasten für technisch interessierte Kinder und Jugendliche. Beliebte Themen solcher Kästen sind Physik (Mechanik, Optik, Spiegelspiele) sowie Chemie und Elektrotechnik/Elektronik.